# ヨハンセングループ
ヨハンセングループとは、第二次世界大戦末期の日本で活動していた吉田茂（のちの首相）を中心とする戦争終結工作グループ。1945年4月に憲兵隊により検挙・逮捕された。

## 概要
「ヨハンセン」とは、彼らを監視していた軍部・憲兵隊当局の符丁（暗号）で、このグループの中心と目された吉田茂を意味し、「吉田反戦」（よしだはんせん）の略とされる。このグループは主旨・参加者などが明確な組織として存在していたわけではなく、それゆえ範囲も曖昧である。

## 経緯
グループの形成
外務省退官（1939年）以降浪々の身であった吉田茂は、1941年12月の日米開戦以前から、「親英米派」として開戦の回避をはかり、開戦後も岳父の牧野伸顕（同じく親英米派の重臣の一人）や元首相の「コーゲン」こと近衛文麿、外務次官時代の上司の「シーザー」こと幣原喜重郎や「ハリス」こと鳩山一郎らと連絡を取り、樺山愛輔（実業家）・原田熊雄（元・西園寺公望秘書）らとともに、東条内閣の倒閣運動や戦争の早期終結を目指す工作を進めていた（さらに米内光政らの海軍「穏健派」までそのネットワークはひろがっていたとされる）。しかし、当然このような動きは陸軍当局・憲兵隊からは反軍部工作（および米英への通牒工作）とみなされ、「ヨハンセングループ」という呼称で牧野・近衛らとともに厳重な監視を受けていた（当時、平河町の吉田本邸および大磯の別邸には男女3名のスパイが潜入し、諜報活動に従事していたが吉田はこれを察知していなかった）。
「近衛上奏文」への関与
1945年に入り敗色濃厚となった戦局を憂慮した昭和天皇が、首相経験者の重臣を次々に参内させるようになると、吉田は近衛文麿の参内を通じて天皇を戦争終結の方向に動かそうと考え、2月12日参内のため上京した近衛との協議の上、いわゆる「近衛上奏文」を作成した。当時、吉田および近衛は陸軍（特に統制派）を「親ソ」とみなしていたため、上奏文はこれ以上の軍部独裁と戦争が続くならば日本が共産主義化するであろうと予測し、「国体護持」のため一刻も早い軍部勢力一掃と戦争の終結を天皇に訴えるものであった。近衛は2月14日参内して天皇に拝謁しこの上奏を行ったが、その前日13日、吉田に上奏文の草稿を示し、牧野伸顕に内容を知らせるため写しを取るよう指示していた。
逮捕、そして釈放
しかしこの「写し」の存在は先述のスパイにより陸軍および憲兵隊当局に筒抜けになっており、4月15日、東部憲兵隊司令部は近衛上奏文の内容流布および陸軍当局の「赤化」中傷などをもって陸軍刑法第99条違反（「造言飛語」罪）とみなし吉田を逮捕、同時に近衛の秘書である殖田俊吉とジャーナリストの「イワン」こと岩淵辰雄も逮捕され、近衛・原田らも取り調べを受けた。大谷敬二郎憲兵隊司令官は吉田らに続いて原田・樺山・小畑敏四郎さらには近衛・牧野の逮捕も狙っていたとされるが、実際には吉田らの逮捕を通じた、体制内「反戦平和派」への恫喝に止まるとみられている。
したがって「造言飛語」罪による吉田らの立件はかなり無理があったため、結局のところ憲兵隊は吉田ら3名の容疑を立証することができず、5月2日、阿南惟幾陸相の裁断により吉田は不起訴処分となった。彼はその後5月25日の空襲で代々木の陸軍刑務所が焼けたため、日比谷刑務所に収監。さらに仮の陸軍刑務所となった八雲小学校に5日ほど収監されたのち釈放された。

## 歴史的評価
吉田茂は、奉天総領事在任時代（1925年〜1927年）に対英米協調の枠内で満蒙分離を主張するなど中国に対する強硬策を唱えており、その点では必ずしも「反戦的」な外交官ではなかった。にもかかわらず終戦後、GHQから「穏健派」政治家として高く評価されていたのは、日独伊三国同盟に反対する親英米派としての立場や、開戦以前の駐日アメリカ大使グルーとの親交といった事柄に加え、本項目で記述されたヨハンセングループ事件による逮捕が大きく作用していたといわれる。
なお、ヨハンセングループによる終戦工作の具体化は「近衛上奏文」作成への関与に止まっているのであり、戦後、吉田の反軍部的側面を強調する吉田支持者と、吉田（および近衛・牧野）らが米英と密通していた（実証のない「陰謀論」である）とする批判者の双方によって、その活動が実体よりも過度に誇張されている面も否定できない。